# Oldsmobile
La Oldsmobile è stata una storica casa automobilistica statunitense attiva dal 1897 al 2004 e che ha fatto parte del Gruppo General Motors per quasi tutta la sua esistenza; durante la sua attività ha prodotto all'incirca 35 milioni di vetture.

## Storia
Venne fondata il 21 agosto 1897 a Lansing nel Michigan da Ransom Eli Olds, Frank Clark e altri soci, con il nome di Olds Motor Vehicle Company, assumendo il titolo di più antica casa automobilistica statunitense. La quarta al mondo dopo la tedesca Daimler-Motoren-Gesellschaft, le francesi Panhard et Levassor e Peugeot, nonché la ceca Tatra.
Dotata di un capitale iniziale di 50 000 dollari e sotto la direzione generale di R.E. Olds, nei primi anni di vita l'azienda costruisce tricicli e quadricicli elettrici e, contemporaneamente, cerca di sviluppare il prototipo che Olds e Clark avevano realizzato nel 1895.

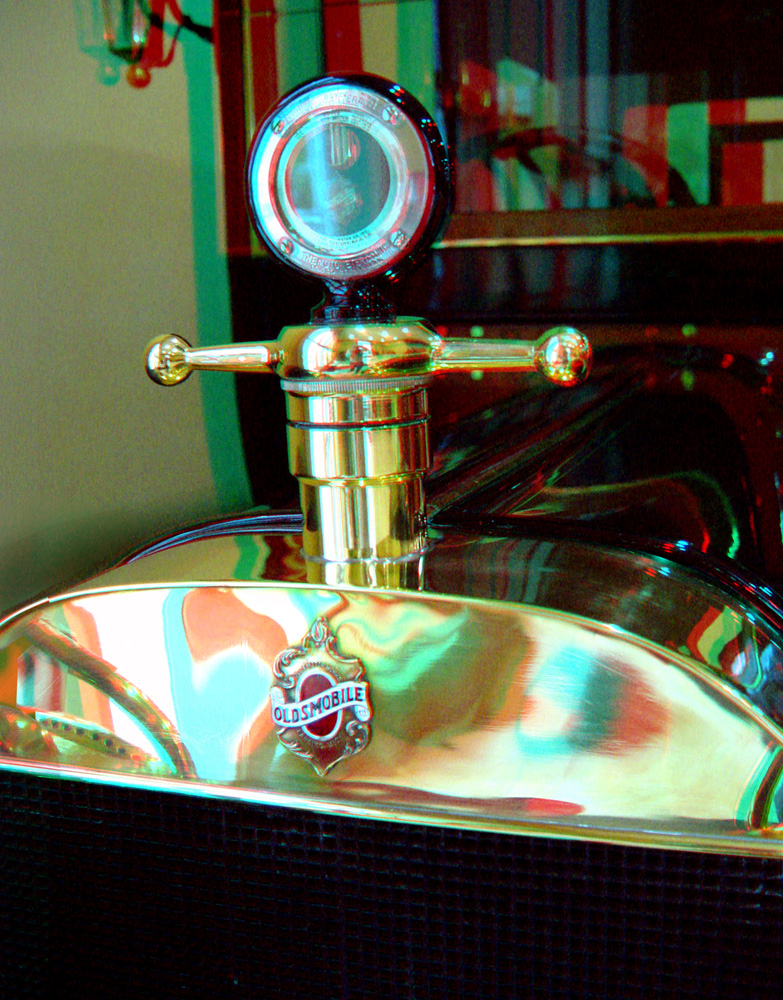
Radiatore di uno dei primi modelli Oldsmobile.

Le vendite non sono numerose e alla fine del 1898 l'azienda si trova con 80 000 dollari di deficit, ma anche con un nuovo prototipo costruibile in serie, che procurerà nuovi finanziatori.  La società viene rifondata, nel 1899, con l'intervento di E.W. Russel, H. Russel e S.L. Smith, con un capitale di 350 000 dollari.
Il nuovo stabilimento viene costruito a Detroit (primo insediamento produttivo automobilistico di quella che diventerà la capitale mondiale dell'automobile) e l'azienda viene presieduta da Smith, mentre Olds assume la carica di amministratore delegato.
È in quell'anno che inizia la progettazione della vettura leggera ed economica che Olds intende produrre e, dopo venti mesi di lavoro, ne viene approntato il prototipo. Nel 1901, un incendio distrugge completamente lo stabilimento della Oldsmobile; si salverà solo il prototipo che verrà smontato e utilizzato come modello in scala 1:1 per riprodurre tutti i disegni tecnici andati distrutti. Terminata la riproduzione di tutti i documenti di progetto, iniziò la produzione del modello: nacque così la Curved Dash, il primo modello di serie della neonata Casa automobilistica. La Curved Dash fu la prima vettura ad essere assemblata secondo la moderna catena di montaggio. Solo in seguito i concetti della catena di montaggio vennero migliorati ed applicati su larghissima scala da Henry Ford per la sua Model T. Questo nuovo approccio di Olds all'organizzazione del lavoro portò a quintuplicare la produzione di automobili della sua fabbrica, che passò da 425 esemplari del 1901 a 2 500 del 1902.
Restò indipendente fino al 1908, anno in cui venne assorbita da General Motors.
Dagli anni trenta per diversi decenni la Oldsmobile prese l'abitudine di corredare il nome dei modelli con una coppia di cifre di cui la prima rappresentava il tipo di carrozzeria (venivano utilizzate le cifre 6, 7, 8 e 9) e la seconda il tipo di motore se a 6 o a 8 cilindri; di conseguenza si sono viste numerazioni tra il 66 e il 98.
Già prima dello scoppio della Seconda guerra mondiale i modelli della casa presentarono in anteprima i primi cambi dapprima in versione semi automatica e in seguito completamente automatica.

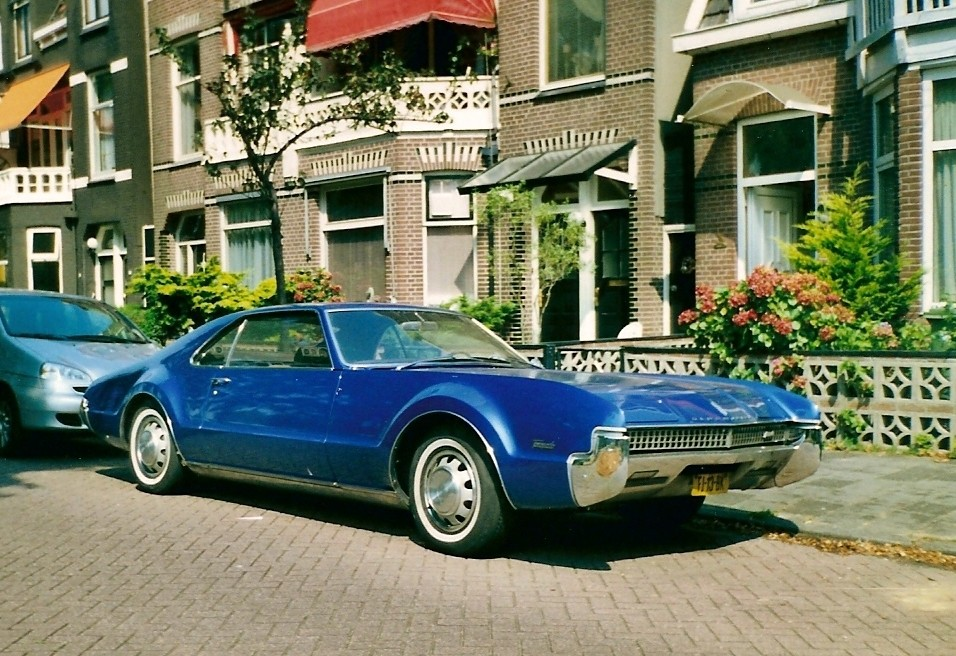
Una Toronado.

Durante il conflitto la produzione venne convertita in quella di materiale bellico e le prime automobili rividero la luce solamente alla fine del 1945. L'immagine dell'azienda nel primo dopoguerra fu associata al suo nuovo motore V8 che offriva potenze mediamente molto maggiori di quelle della concorrenza. La Oldsmobile, che all'interno del gruppo General Motors si piazzava a metà strada tra il marchio Pontiac e il Buick, fu anche quella utilizzata per presentare in anteprima alcune innovazioni sul mercato automobilistico, almeno quello statunitense, come il tettuccio rigido asportabile, il motore turbocompresso e la trazione anteriore (con la Toronado).
La sua popolarità sul mercato interno ebbe una crescita continua fino agli anni ottanta, momento in cui iniziò il suo lento declino che portò la casa madre a deciderne la chiusura nel 2000; chiusura effettivamente poi avvenuta il 29 aprile 2004 con l'uscita dalla catena di montaggio dell'ultimo veicolo prodotto, il modello Alero.
Nel maggio del 1981 è stato inaugurato il R. E. Olds Transportation Museum, cioè il museo dedicato alle autovetture prodotte dalla Oldsmobile dal 1897 al 2004.

## Modelli principali
- Oldsmobile Curved Dash (1901-1907)
- Oldsmobile F-Serie (1928-1938)

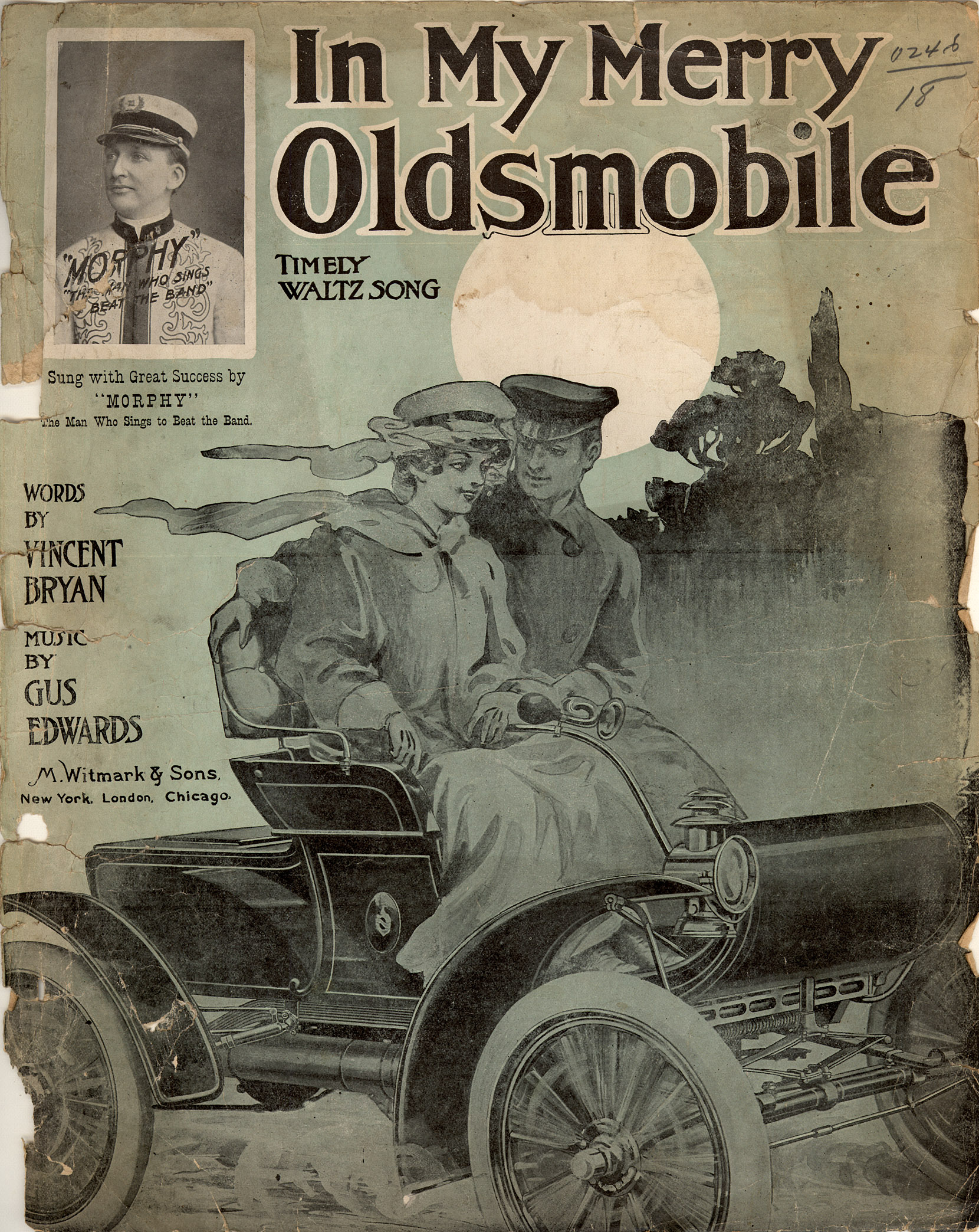
La "Curved Dash " ritratta sul manifesto, del 1905, che pubblicizza una canzone dedicata alla piccola automobile: "Nella mia allegra Oldsmobile"

- Oldsmobile 60 (1939-1941, 1946-1948)
- Oldsmobile 66 (1942)
- Oldsmobile 68 (1942)
- Oldsmobile 70 (1939-1940, 1942, 1946-1948)
- Oldsmobile 90 (1940-1941, 1946)
- Oldsmobile 76 (1941, 1949-1950)
- Oldsmobile 78 (1941)
- Oldsmobile 98 (1942, 1947-1996)
- Oldsmobile 88 (1949-1999)
- Oldsmobile F-85 (1961-1972)
- Oldsmobile Cutlass (1961-1999)
- Oldsmobile Starfire (1961-1966, 1974-1979)
- Oldsmobile 442 (1964-1991)
- Oldsmobile Vista Cruiser (1964-1977)
- Oldsmobile Cutlass Supreme (1966-1997)
- Oldsmobile Toronado (1966-1992)
- Oldsmobile Hurst/Olds (1968-1985)
- Oldsmobile Custom Cruiser (1971-1992)
- Oldsmobile Omega (1973-1984)
- Oldsmobile (Cutlass) Ciera (1982-1996)
- Oldsmobile Firenza (1982-1988)
- Oldsmobile (Cutlass) Calais (1985-1991)
- Oldsmobile Silhouette (1990-2004)
- Oldsmobile Bravada (1991-1994, 1996-2004)
- Oldsmobile Achieva (1992-1998)
- Oldsmobile Aurora (1994-2003)
- Oldsmobile Intrigue (1998-2002)
- Oldsmobile Alero (1998-2004)

## Modelli sperimentali
- Oldsmobile Aerotech (1987)

## Loghi

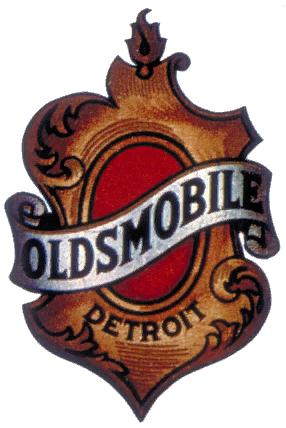
1897-1919
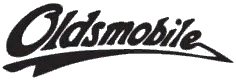
1919-1940
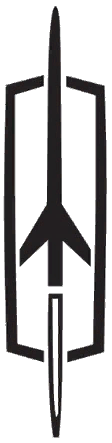
1960-1981
1981-1996